# Dálnice v Rakousku
Dálnice a rychlostní silnice v Rakousku K 1. lednu 2010 je v Rakousku 1.719 km dálnic a 466 km rychlostních silnic, z nichž 288 km má dálniční parametry. Celkem je tedy k 1.1.2010 v Rakousku 2.185 km vysokokapacitních komunikací. Tato síť představuje 26 km dálnic na 1000 km² (nejvyšší hustotu dálnic na 1000 km² mají v Evropě Lucembursko 56,8 km, Nizozemsko 56,4 km a Belgie 53,7 km – údaje k roku 2005). Česko má hustotu (údaje k 11.7.2011) dálnic a rychlostních silnice 15,1 km na 1000 km².

Dálniční síť Rakouska

Dálniční značení na dálnici A9

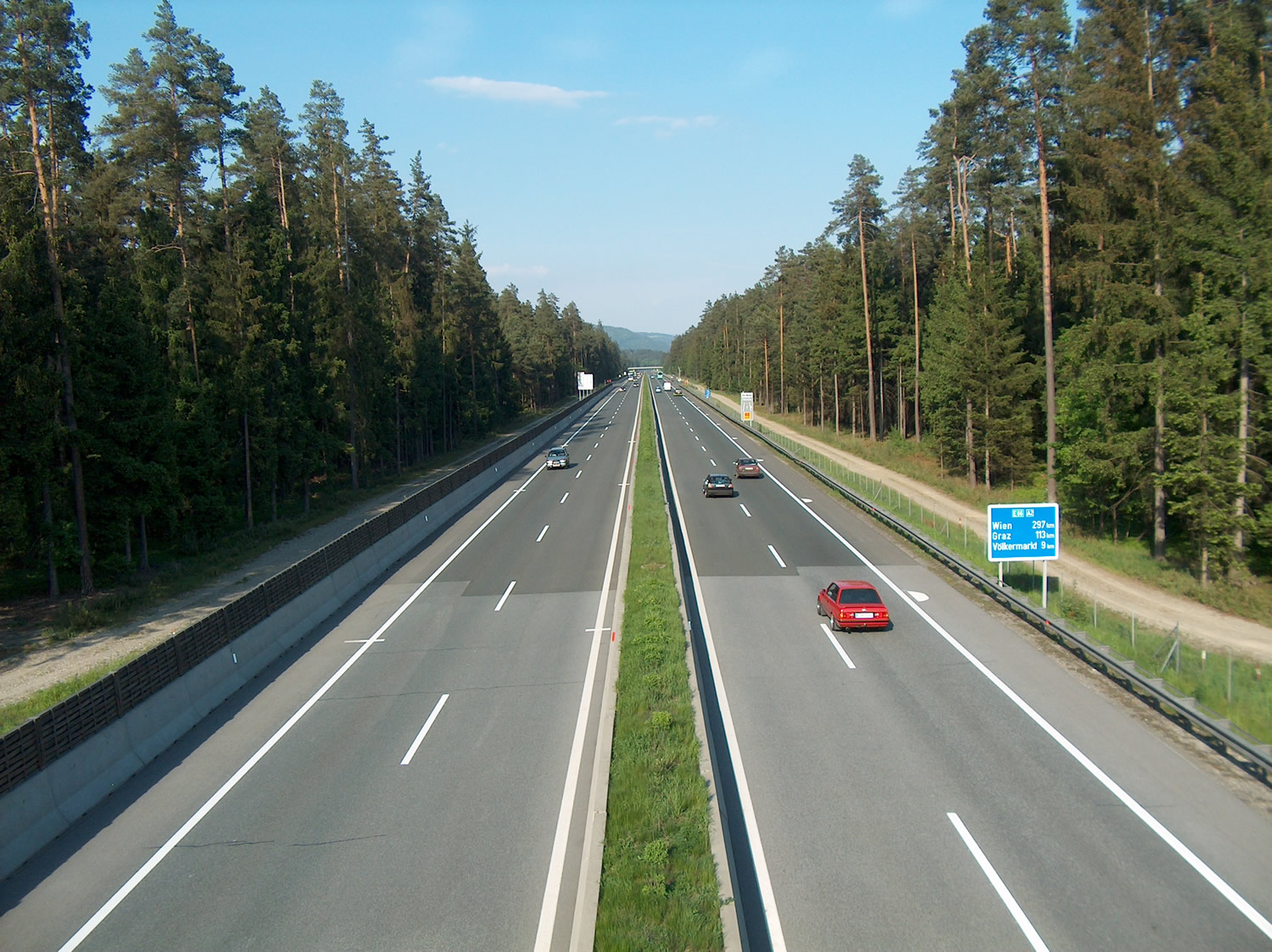
Dálnice A2

## Dálniční síť
Vzhledem k náročnému horskému terénu Alp je na rakouských dálnicích 182 km tunelů, vesměs čtyřproudých se dvěma tubusy. Rakousko má propojené dálnice s Itálií, Německem, Slovenskem a Maďarskem. Ve výstavbě je dálnice A5, která spojí Vídeň s Brnem a výhledově (po roce 2017) je plánována výstavba rychlostní silnice S10, která spojí Linec s Českými Budějovicemi. Mezi současné priority Rakouska při výstavbě dálnic a rychlostních silnic patří snaha napojit sousední nové členské země Evropské unie na rakouskou síť dálnic a rychlostních silnic. Z pohledu Česka má zásadní význam výstavba již zmíněné dálnice A5, která napojí Vídeň na Brno a Prahu a rovněž rychlostní komunikace S10, která spojí Linec, České Budějovice a Prahu a tvoří evropský koridor E55. Z nových členských států Evropské unie má Rakousko hotovou dálniční síť jen se Slovinskem. Rakousko a Slovinsko jsou napojeny přes dálnici A11 (přes tunel Karavanky), slovinská dálnice pokračuje jako A2 do hlavního města Slovinska Lublaně. Druhou dálniční spojnici Rakouska se Slovinskem tvoří dálnice A9, která na hranicích Rakouska a Slovinska u obcí Spielfeld/Šentilj přechází na slovinskou dálnici A1, která vede do Mariboru a dále do Lublaně.
Téměř všechny rakouské dálnice jsou zpoplatněné, vozidla do 3,5 t mohou použít kupony na 10 dní, 2 měsíce nebo rok. Ve čtyřech tunelových úsecích a na dálnici A13 přes Brenner (Sondermautstrecken) se mýto platí zvlášť v hotovosti nebo kartou. Osoby s handicapem mohou dostat slevu, stejně jako pravidelní "pendleři".

### Galerie

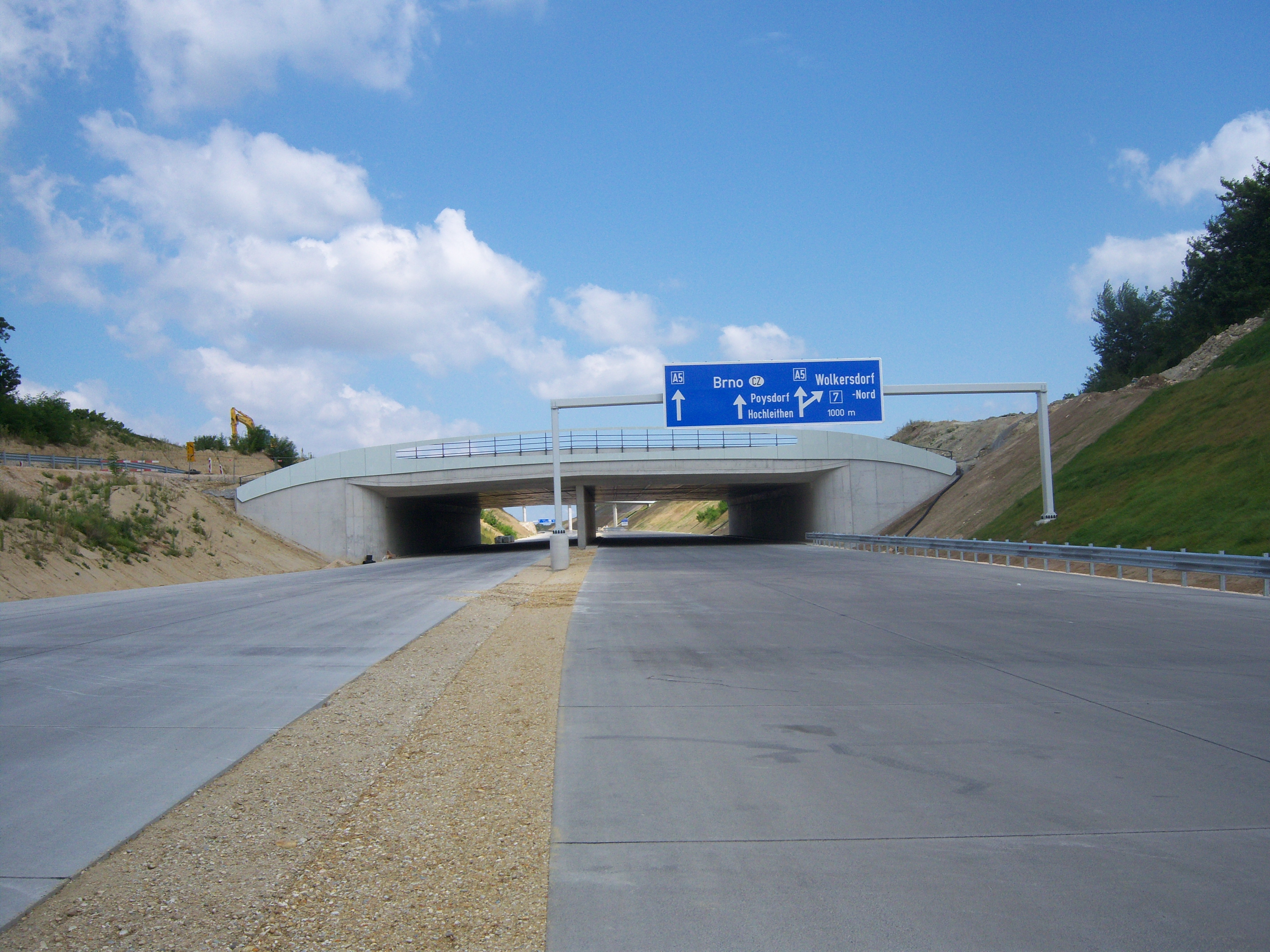
Dálnice A5
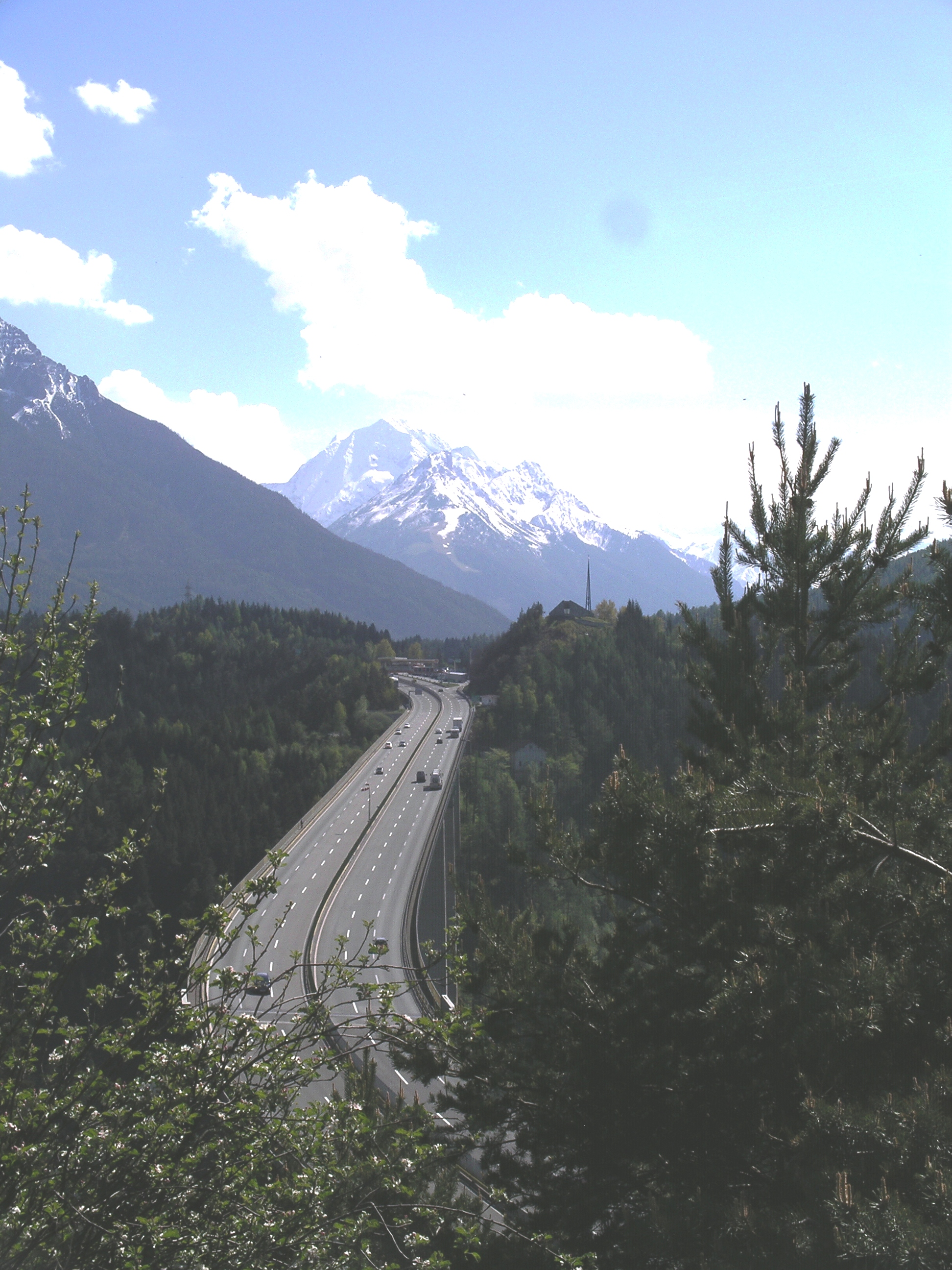
Europabrücke u Innsbrucku (Brenner)
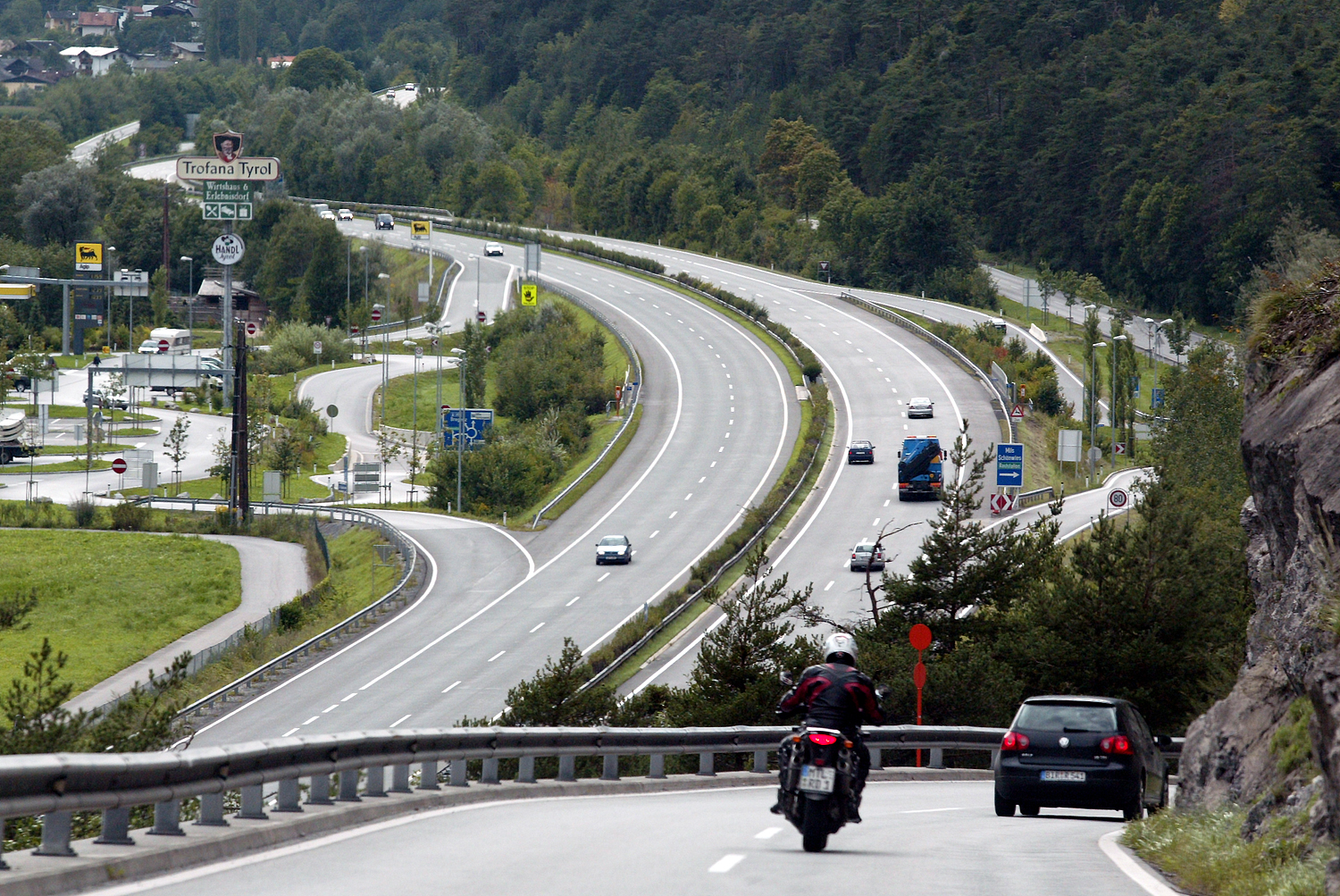
Dálnice A12

## Seznam dálnic v Rakousku
Dálnice jsou v Rakousku označovány písmenem A (autobahn - německy dálnice)
| Číslo       | Označení                                | Mapa             | Trasa                                                                                      | V provozu (km) | Ve výstavbě (km) | Celková délka (km) | Geodata  |
| ----------- | --------------------------------------- | ---------------- | ------------------------------------------------------------------------------------------ | -------------- | ---------------- | ------------------ | -------- |
| Dálnice A1  | West Autobahn                           | Mapa Dálnice A1  | Vídeň - St. Pölten - Linec - Wels - Salcburk - Německo (Dálnice A8)                        | 292            |                  | 292                | OSM, WMF |
| Dálnice A2  | Süd Autobahn                            | Mapa Dálnice A2  | Vídeň - Wiener Neustadt - Baden - Graz - Klagenfurt a. W. - Villach - Itálie (Dálnice A23) | 377            |                  | 377                | OSM, WMF |
| Dálnice A3  | Südost Autobahn                         | Mapa Dálnice A3  | Guntramsdorf (A2) - Eisenstadt - Maďarsko (Dálnice M86)                                    | 30             | 0                | 39                 | OSM, WMF |
| Dálnice A4  | Ost Autobahn                            | Mapa Dálnice A4  | Vídeň - Nickelsdorf - Maďarsko (Dálnice M1)                                                | 66             |                  | 66                 | OSM, WMF |
| Dálnice A5  | Nord Autobahn                           | Mapa Dálnice A5  | Eibesbrunn - Mistelbach - Česko (Dálnice D52)                                              | 49             | 0                | 57,5               | OSM, WMF |
| Dálnice A6  | Nordost Autobahn                        | Mapa Dálnice A6  | Bruckneudorf - Kittsee - Slovensko (Dálnice D4)                                            | 22             |                  | 22                 | OSM, WMF |
| Dálnice A7  | Mühlkreis Autobahn                      | Mapa Dálnice A7  | Obchvat Lince ze severozápadu                                                              | 29             |                  | 29                 | OSM, WMF |
| Dálnice A8  | Innkreis Autobahn                       | Mapa Dálnice A8  | Wels - Suben - Německo (Dálnice A3)                                                        | 76             |                  | 76                 | OSM, WMF |
| Dálnice A9  | Pyhrn Autobahn                          | Mapa Dálnice A9  | Wels - Graz - Spielfeld - Slovinsko (Dálnice A1)                                           | 230            |                  | 230                | OSM, WMF |
| Dálnice A10 | Tauern Autobahn                         | Mapa Dálnice A10 | Salcburk (A1) - Klagenfurt a. W. (A2)                                                      | 194            |                  | 194                | OSM, WMF |
| Dálnice A11 | Karawanken Autobahn                     | Mapa Dálnice A11 | Villach - St. Jakob im Rosental - Slovinsko (Dálnice A2)                                   | 21             |                  | 21                 | OSM, WMF |
| Dálnice A12 | Inntal Autobahn                         | Mapa Dálnice A12 | Německo (Dálnice A93) - Kufstein - Wörgl - Innsbruck - Oberinntal                          | 153            |                  | 153                | OSM, WMF |
| Dálnice A13 | Brenner Autobahn                        | Mapa Dálnice A13 | Innsbruck (A12) - Brenner - Itálie (Dálnice A22)                                           | 35             |                  | 35                 | OSM, WMF |
| Dálnice A14 | Rheintal/Walgau Autobahn                | Mapa Dálnice A14 | Bludenz - Bregenz - Německo (Dálnice A96)                                                  | 61             |                  | 61                 | OSM, WMF |
| Dálnice A21 | Wiener Außenring Autobahn               | Mapa Dálnice A21 | Spojka dálnice A1 a A2 u Vídně                                                             | 38             |                  | 38                 | OSM, WMF |
| Dálnice A22 | Donauufer Autobahn                      | Mapa Dálnice A22 | Spojka Vídně ze Stockerau                                                                  | 33,5           |                  | 33,5               | OSM, WMF |
| Dálnice A23 | Autobahn Südosttangente Wien            | Mapa Dálnice A23 | Vídeň                                                                                      | 17,5           |                  | 17,5               | OSM, WMF |
| Dálnice A24 | Autobahn Verbindungsspange Rothneusiedl | Mapa Dálnice A24 | Vídeň                                                                                      | 0              | 0                | 2,5                | -        |
| Dálnice A25 | Welser Autobahn                         | Mapa Dálnice A25 | Haid (A1) - Wels (A8)                                                                      | 20             |                  | 20                 | OSM, WMF |
| Dálnice A26 | Linzer Autobahn                         | Mapa Dálnice A26 | Linec                                                                                      | 0              | 0                | 8,5                | -        |

## Seznam rychlostních silnic v Rakousku
| Číslo                  | Označení                       | Trasa                                                                                        | Celková délka (km) | Typ                                                                                   | Zprovoznění |
| ---------------------- | ------------------------------ | -------------------------------------------------------------------------------------------- | ------------------ | ------------------------------------------------------------------------------------- | --- |
| Rychlostní silnice S1  | Wiener Außenring Schnellstraße | Knoten Vösendorf – Knoten Schwechat; Wien Süßenbrunn – Knoten Eibesbrunn – Knoten Korneuburg | 40                 | Dálniční parametry                                                                    | v provozu; úsek Knoten Schwechat – Knoten Süßenbrunn: plánováno |
| Rychlostní silnice S2  | Wiener Nordrand Schnellstraße  | Wien Hirschstetten – Wien Süßenbrunn                                                         | 7                  | Dálniční parametry                                                                    | v provozu |
| Rychlostní silnice S3  | Weinviertler Schnellstraße     | Knoten Stockerau – Hollabrunn-Süd                                                            | 22                 | 2+1-System & mimoúrovňová křížení                                                     | v provozu; úsek Hollabrunn-Süd – státní hranice u obce Kleinhaugsdorf: plánováno |
| Rychlostní silnice S4  | Mattersburger Schnellstraße    | Knoten Mattersburg – Knoten Wiener Neustadt                                                  | 19                 | dálniční parametry (2,5 km) / čtyřproudá komunikace a mimoúrovňová křížení (16,5 km)  | v provozu |
| Rychlostní silnice S5  | Stockerauer Schnellstraße      | Knoten Stockerau – Knoten Jettsdorf; Knoten Jettsdorf – Krems                                | 45                 | dálniční parametry (35,5 km); dvouproudá komunikace a mimoúrovňová křížení (9,5 km)   | v provozu; výstavba úseku Jettsdorf – Krems: dosud bez časového plánu |
| Rychlostní silnice S6  | Semmering Schnellstraße        | Knoten Seebenstein – Bruck an der Mur – Knoten St. Michael                                   | 105                | dálniční parametry                                                                    | v provozu |
| Rychlostní silnice S7  | Fürstenfelder Schnellstraße    | Knoten Riegersdorf – Fürstenfeld – státní hranice AUT/HU u obce Heiligenkreuz im Lafnitztal  | 0                  | –                                                                                     | plánováno |
| Rychlostní silnice S8  | Marchfeld Schnellstraße        | Knoten Deutsch-Wagram – stání hranice AUT/SVK Marchegg                                       | 0                  | –                                                                                     | plánováno |
| Rychlostní silnice S10 | Mühlviertler Schnellstraße     | Unterweitersdorf – Freistadt-Nord - státní hranice u Wullowitz/Dolní Dvořiště                | 0                  | dálniční parametry                                                                    | ve výstavbě; Freistadt-Nord – státní hranice AUT/CZE u obcí Wullowitz a Dolní Dvořiště: plánováno po roce 2017 v závislosti na datu výstavby české dálnice a rychlostní komunikace dálnice D3/R3 |
| Rychlostní silnice S16 | Arlberg Schnellstraße          | Zams – Arlberg Straßentunnel – Bludenz-Montafon                                              | 62                 | dvouproudá, případně 2+1-System & mimoúrovňová křížení / částečně. dálniční parametry | v provozu |
| Rychlostní silnice S18 | Bodensee Schnellstraße         | Knoten Lauterach – státní hranice AUT/DE u obce Höchst                                       | 0                  | –                                                                                     | bez časového harmonogramu |
| Rychlostní silnice S31 | Burgenland Schnellstraße       | Eisenstadt-Ost – Mattersburg – Oberpullendorf-Süd                                            | 46                 | dálniční parametry (13 km) / čtyřproudá & mimoúrovňová křížení(31 km)                 | v provozu |
| Rychlostní silnice S33 | Kremser Schnellstraße          | Knoten St. Pölten – Knoten Traismauer – Knoten Jettsdorf                                     | 28                 | dálníční parametry                                                                    | v provozu |
| Rychlostní silnice S34 | Traisental Schnellstraße       | Knoten Schwadorf – Wilhelmsburg                                                              | 0                  | –                                                                                     | plánováno |
| Rychlostní silnice S35 | Brucker Schnellstraße          | Knoten Bruck an der Mur – Knoten Deutschfeistritz                                            | 36                 | dálniční parametry                                                                    | v provozu |
| Rychlostní silnice S36 | Murtal Schnellstraße           | Knoten St. Michael – Knittelfeld – Judenburg-West                                            | 36                 | dálniční parametry                                                                    | v provozu; Judenburg-West – Scheifling: bez časového harmonogramu |
| Rychlostní silnice S37 | Klagenfurter Schnellstraße     | St. Veit-Nord – Klagenfurt-Nord                                                              | 18                 | mimoúrovňová křížení / čtyřproudá (14 km)                                             | v provozu ; úsek Scheifling – St. Veit-Nord: bez časového plánu |

Vedle oficiálně označených rychlostních silnic jsou v provozu některé silnice dálničního typu s parametry dálnice, které jsou ve správě jednotlivých spolkových zemí a proto nejsou součástí sítě rakouských dálnic a rychlostních silnic.

## Dřívější projekty

### Dálniční projekty
| Číslo    | Označení                                    | Trasa                                                                     | Status |
| -------- | ------------------------------------------- | ------------------------------------------------------------------------- | --- |
| A 1      | West Autobahn (prodloužení)                 | Wien Auhof – Wien Gaudenzdorf                                             | plány odmítnuty; dnes B 1 |
| A 2      | Süd Autobahn (prodloužení)                  | Knoten Wien Inzersdorf – Wien Matzleinsdorf                               | plány odmítnuty; dnes B 17 |
| A 3      | Südost Autobahn (prodloužení)               | Knoten Wien Arsenal – Ebreichsdorf                                        | plány odmítnuty; A 3 u Guntramsdorf na A 2 napojena |
| A 7      | Mühlkreis Autobahn (prodloužení)            | Unterweitersdorf – státní hranice AUT/CZE u obcí Wullowitz/Dolní Dvořiště | v současností ve výstavě jako S 10 v úseku konec současné dálnice A7 - Freistadt-Nord, v úseku Freistadt-Nord - státní hranice AUT/CZE u obce Wullowitz/Dolní Dvořiště : plánováno po roce 2017 |
| A 15     | Bodensee Autobahn                           | spojení St. Margrethen (Švýcarsko) – A 14                                 | později jako plánovaná S 18 |
| A 20     | Wiener Gürtel Autobahn                      | Knoten Donaupark – Gaudenzdorf – Matzleinsdorf – Knoten Landstraße        | plány odmítnuty; dnes B 221 |
| A 21     | Wiener Außenring Autobahn (Verlängerung)    | Knoten Vösendorf – Schwechat – Eibesbrunn – Knoten Korneuburg             | v současnosti jako S 1 v provozu nebo v plánu |
| A 23     | Autobahn Südosttangente Wien (Verlängerung) | Knoten Hirschstetten – Knoten Raasdorf                                    | plány odmítnuty, místo této stavby je v plánu výstavba spojnice k S 1 |
| A 24     | Autobahn Nordosttangente Wien               | Knoten Kaisermühlen – Süßenbrunn                                          | dnes A 23 a S 2 |
| A 24     | Autobahn Verbindungsspange Rothneusiedl     | Knoten Wien Hanssonkurve – Knoten Wien Rothneusiedl                       | plány odmítnuty |
| A 26     | Linzer Autobahn                             | Linz Urfahr – Knoten Linz Urfahr                                          | plány odmítnuty |
| bez ozn. | Zillertal Autobahn / „Alemagna“             | Wörgl – Venedig                                                           | plány odmítnuty |
| bez ozn. | Neusiedler See Autobahn                     | Knoten Eisenstadt – Knoten Neusiedl am See                                | částečně v provozu jako S 31; prodloužení plánováno |
| bez ozn. | Voralpen Autobahn                           | Knoten Voralpenkreuz – Steyr – Knoten Amstetten                           | plány odmítnuty |
| bez ozn. | Strecke 88                                  | Wien – Wroclaw                                                            | dnes s jiným označením jako A 5 v provozu nebo v plánu |